# سنيد كولارد الثالث
سنيد ب. كولارد الثالث (بالإنجليزية: Sneed B. Collard III) هو كاتب أمريكي وُلِد في 26 نوفمبر 1959 في بريدوود، كاليفورنيا. عُرف بتأليفه العديد من كتب الأطفال واليافعين، خصوصًا تلك التي تركز على العلوم والطبيعة، كما ألّف كتبًا تعليمية وروايات لليافعين.

## حياته ومهنته
حصل كولارد على درجة البكالوريوس في علم الأحياء من جامعة كاليفورنيا، بيركلي، ثم نال الماجستير في علم الأحياء البحرية من جامعة هاواي. بدأ مسيرته ككاتب علوم ثم انتقل إلى تأليف كتب للأطفال، ونجح في دمج شغفه بالعلوم مع مهاراته الأدبية لتبسيط المفاهيم العلمية للقراء الصغار.
كتب كولارد أكثر من 85 كتابًا، منها:
- One Night in the Coral Sea
- Beaks!
- Pocket Babies and Other Amazing Marsupials

## الجوائز والتكريمات
نال كولارد جوائز متعددة، منها جائزة Green Earth Book Award، واختيرت كتبه ضمن قوائم أفضل كتب الأطفال في عدة مكتبات وجمعيات أدبية أمريكية.